# Vitfläckig fotblomfluga
Vitfläckig fotblomfluga (Platycheirus rosarum) är en tvåvingeart som först beskrevs av Fabricius 1787.  Vitfläckig fotblomfluga ingår i släktet fotblomflugor, och familjen blomflugor. Arten är reproducerande i Sverige. Inga underarter finns listade i Catalogue of Life.

## Bildgalleri

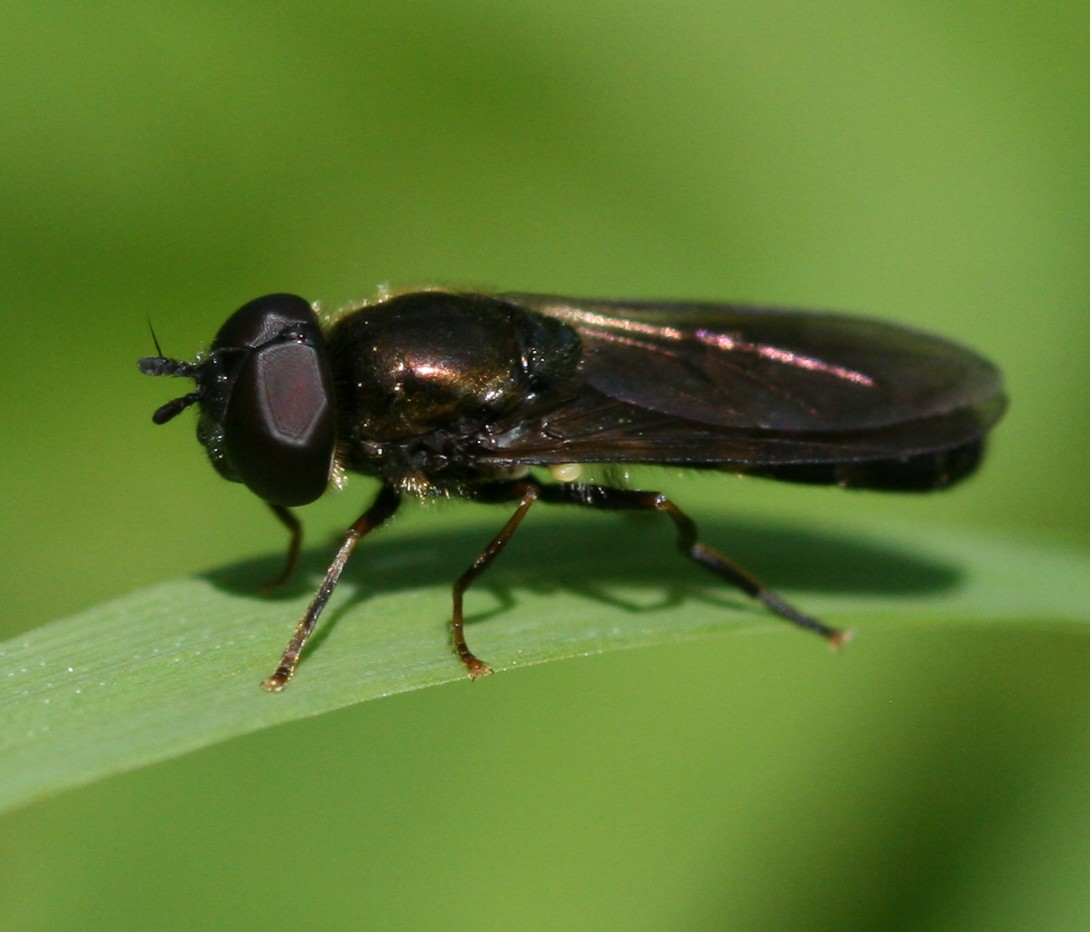
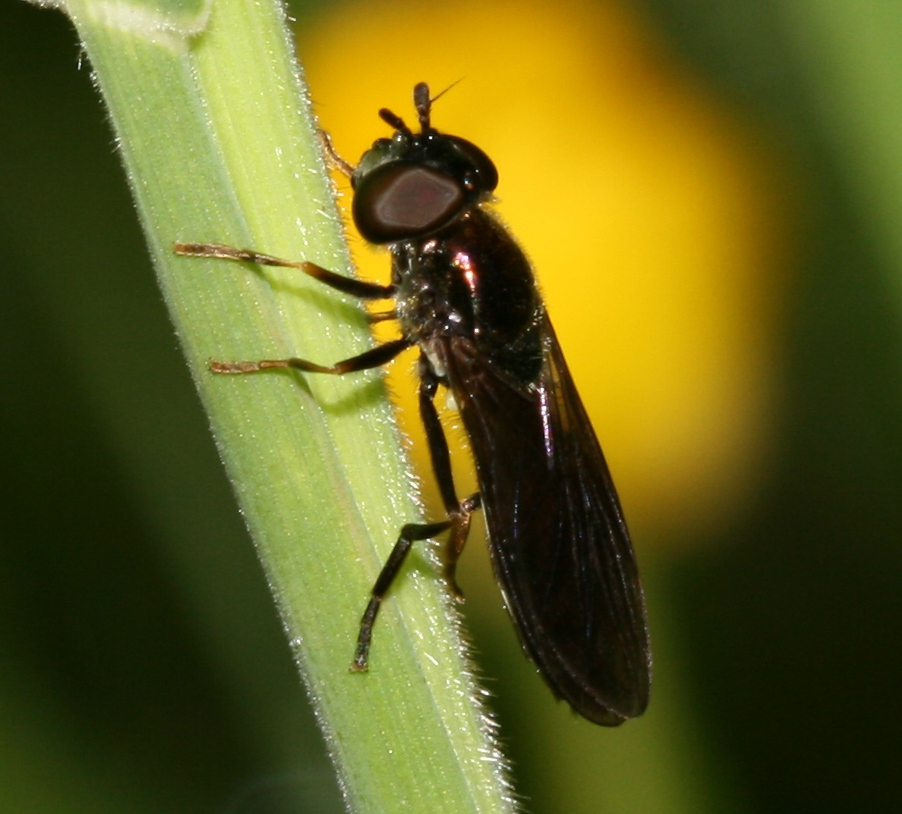